# Богородичные праздники

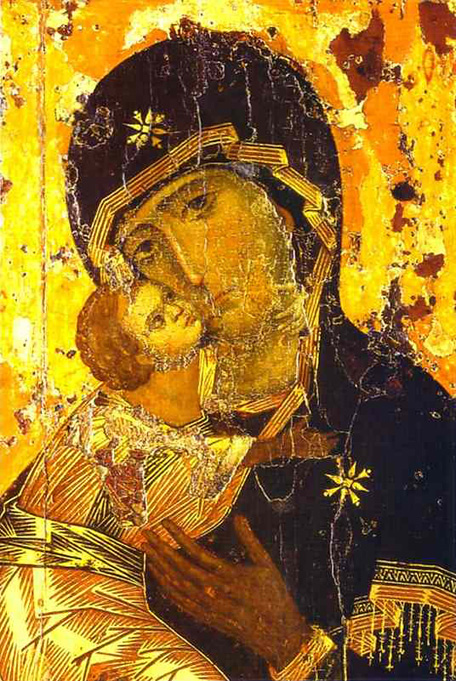
Владимирская икона Божией Матери

Богородичные праздники — дни годового богослужебного круга в исторических церквях, установленные в честь Пресвятой Богородицы.

## Происхождение
Почитание различных дней памяти, связанных с именем Девы Марии начинается уже в ранней церкви. Большое влияние на их формирование по причине отсутствия в канонических Евангелиях подробностей её земной жизни оказали апокрифические евангелия детства, особенно Протоевангелие Иакова. Также влияние на формирование Богородичных праздников оказало почитание мест, связываемых верующими с её земной жизнью (например, со II века почиталось место Благовещения в Назарете, ещё до Первого Вселенского собора почитали гробницу Богородицы в Иерусалиме).
Особое развитие Богородичные праздники получают после IV века когда Рождество Христово начинают отмечать 25 декабря. Древнейшие проповеди на этот праздник (Зенона Веронского, Максима Туринского, папы Льва I и др.) прославляют Деву Марию, а впоследствии на следующий день после праздника Рождества Христова на востоке был установлен праздник Собора Пресвятой Богородицы (празднование закреплено на Шестом Вселенском соборе).
Первыми собственно Богородичными праздниками являются Благовещение (празднование установлено в IV веке) и Успение (с конца VI века). Рождество Богородицы стали праздновать с VII века, а Введение Богородицы во Храм с VIII века.

## Православная церковь
В число Богородичных праздников в Православной церкви входят:
| Название праздника                                                                  | Изображение | Дата празднования          | Статус праздника | Песнопение |
| ----------------------------------------------------------------------------------- | ----------- | -------------------------- | ---------------- | --- |
| Рождество Пресвятой Богородицы                                                      |             | 8 (21) сентября            | двунадесятый     | Тропарь, глас 4 Рождество Твое Богородице Дево, радость возвести всей вселенней: из Тебе бо возсия солнце правды Христос Бог наш, и разрушив клятву, даде благословение, и упразднив смерть, дарова нам живот вечный.                                                                                            |
| День памяти святых Иоакима и Анны, родителей Богородицы                             |             | 9 (22) сентября            | малый            | Кондак, глас 2 Радуется ныне Анна, неплодства разрешившися соуз, и питает Пречистую, созывающи вся воспети Даровавшаго от чрева ея человеком едину Матерь и Неискусомужную. |
| Введение во храм Пресвятой Богородицы                                               |             | 21 ноября (4 декабря)      | двунадесятый     | Кондак, глас 4 Пречистый храм Спасов, многоценный чертог и Дева, священное сокровище славы Божия, днесь вводится в дом Господень, благодать совводящи, Яже в Дусе Божественном, Юже воспевают Ангели Божии: Сия есть селение Небесное.                                                                           |
| Зачатие праведной Анной Пресвятой Богородицы                                        |             | 9 (22) декабря             | малый            | Тропарь, глас 4 Днесь безчадия узы разрешаются, Иоакима бо и Анну услышав, Бог паче надежды родити тем яве обещавает Богоотроковицу, из Неяже Сам родися Неописанный, Человек быв, Ангелом повелев вопити Ей: радуйся, Благодатная, Господь с Тобою.                                                             |
| Собор Пресвятой Богородицы                                                          |             | 26 декабря (8 января)      | малый            | Кондак, глас 6 Иже прежде денницы от Отца без матере родивыйся, на земли без отца воплотися днесь из Тебе. Тем же звезда благовествует волхвом, Ангели же с пастырьми поют несказанное Рождество Твое, Благодатная.                                                                                              |
| Благовещение                                                                        |             | 25 марта (7 апреля)        | двунадесятый     | Тропарь, глас 4 Днесь спасения нашего главизна и еже от века таинства явление: Сын Божий Сын Девы бывает, и Гавриил благодать благовествует. Тем же и мы с ним Богородице возопиим: радуйся, Благодатная, Господь с Тобою.                                                                                       |
| Суббота Акафиста                                                                    |             | 5-я суббота Великого поста |                  | Кондак, глас 7 Взбранной Воеводе победительная, яко избавльшеся от злых, благодарственная восписуем Ти раби Твои Богородице: но яко имущая державу непобедимую, от всяких нас бед свободи, да зовем Ти: Радуйся Невесто Неневестная.                                                                             |
| День освящения храма Пресвятой Богородицы у Живоносного Источника в Константинополе |             | пятница Светлой седмицы    |                  | Тропарь, глас 4 Почерпем, человецы, цельбы душам и телом молитвою, Река бо всем предтечет — Пречистая Царица Богородица, источающи нам чудную воду и измывающи сердец черности, греховныя струпы очищающи, души же освящающи верных Божественною благодатию.                                                     |
| Положение ризы Пресвятой Богородицы во Влахерне                                     |             | 2 (15) июля                | малый            | Кондак, глас 4 Одеяние всем верным нетления, Богоблагодатная Чистая, даровала еси, священную ризу Твою, еюже священное тело Твое прикрывала еси, покрове всех человеков, еяже положение празднуем любовию и вопием со страхом Ти, Чистая: радуйся, Дево, христиан похвало.                                       |
| Успение праведной Анны                                                              |             | 25 июля (7 августа)        | малый            | Тропарь, глас 4 Жизнь рождшую во чреве носила еси, Чистую Богоматерь, богомудрая Анно. Тем же к приятию Небесному, идеже веселящихся жилище, в славе радующися, ныне преставилася еси, чтущим тя любовию прегрешений просящи очищение, присноблаженная.                                                          |
| Успение Пресвятой Богородицы                                                        |             | 15 (28) августа            | двунадесятый     | Тропарь, глас 1 В рождестве девство сохранила еси, во успении мира не оставила еси, Богородице, преставилася еси к животу, Мати сущи Живота, и молитвами Твоими избавляеши от смерти души наша. |
| Положение пояса Пресвятой Богородицы в Халкопратии                                  |             | 31 августа (13 сентября)   | малый            | Тропарь, глас 8 Богородице Приснодево, человеков покрове, ризу и пояс пречистаго Твоего телесе державное граду Твоему обложение даровала еси, безсеменным рождеством Твоим нетленна пребывающи, о Тебе бо и естество обновляется и время. Тем же молим Тя мир граду Твоему даровати и душам нашим велию милость. |

Также особые празднования установлены в честь почитаемых богородичных икон. Относительно праздника Сретения Господня отмечают, что он по своим богослужебным особенностям также может считаться Богородичным праздником.
В Русской церкви к Богородичным праздникам относится Покров Пресвятой Богородицы 1 (14) октября, который по своим богослужебным особенностям соответствует двунадесятому празднику, но не имеет такого статуса и относится к великим.
Богослужение на двунадесятые Богородичные праздники имеет свои особенности по сравнению с Господскими двунадесятыми праздниками. Перед ними также совершается всенощное бдение, но если праздник выпадает на будние дни и на субботу, то служится служба празднику, если на воскресенье, то происходит соединение двух служб — Богородичной и воскресной. Ряд Богородичных праздников сопровождается днями предпразднства и попразднства.

## Католическая церковь
В Католической церкви отмечаются некоторые из Богородичных праздников, существующих в православии, а также существует ряд собственных праздников. Богородичные праздники могут иметь статус торжества (высший ранг), праздника или памяти.
| Название праздника                             | Изображение | Дата празднования                           | Статус праздника | Песнопение |
| ---------------------------------------------- | ----------- | ------------------------------------------- | ---------------- | --- |
| Торжество Пресвятой Богородицы                 |             | 1 января                                    | торжество        | Входное песнопение Радуйся, Матерь Святая, родившая миру Владыку; Он на земле и на небе Царь во веки веков |
| Благовещение                                   |             | 25 марта                                    | торжество        | Коллекта Боже, Ты соблаговолил, чтобы Слово Твоё во чреве Девы Марии восприняло человеческую плоть; сподобь нас, исповедующих Искупителя нашего как Бога и Человека, стать общниками Его Божественного естества.                                                              |
| Посещение Девой Марией Елизаветы               |             | 31 мая                                      | праздник         | Коллекта Всемогущий, вечный Боже, Ты вдохновил Пресвятую Деву Марию, носившую во чреве Сына Твоего, посетить Елизавету; молим Тебя, чтобы и мы, вдохновлённые Твоим Духом, вместе с Богородицей всегда могли величать Тебя.                                                   |
| Праздник Непорочного Сердца Марии              |             | на тринадцатый день после Дня Святой Троицы | память           | Входное песнопение Сердце моё возрадуется о спасении Твоём; воспою Господу, облагодетельствовавшему меня. |
| день памяти Её родителей святых Иоакима и Анны |             | 26 июля                                     | память           | Входное песнопение Восхвалим святых Иоакима и Анну, родителей Пресвятой Богородицы, Приснодевы Марии, ибо Господь дал им благословение, которого ожидали все народы |
| Успение и Вознесение Девы Марии                |             | 15 августа                                  | торжество        | Входное песнопение Славное возвещается о Тебе, Мария, ибо ныне возносишься над хором ангельским и вовеки торжествуешь с Христом |
| Рождество Пресвятой Богородицы                 |             | 8 сентября                                  | праздник         | Входное песнопение Будем с радостью праздновать Рождество Пресвятой Богородицы, ибо из неё взошло Солнце правды — Христос, Бог наш. |
| Дева Мария Скорбящая                           |             | 15 сентября                                 | память           | Входное песнопение Сказал Симеон Марии: се, лежит Сей на падение и на восстание многих в Израиле и в предмет пререканий, — и Тебе самой оружие пройдёт душу. |
| Пресвятая Дева Мария Розария                   |             | 7 октября                                   | память           | Коллекта Просим Тебя, Господи Боже, исполни Твоей благодати сердца наши. Из ангельского благовестия узнали мы о воплощении Сына Твоего; через Его страдания и Крест приведи нас ради заступничества Пресвятой Девы Марии к славе Его воскресения.                             |
| Введение Богородицы во храм                    |             | 21 ноября                                   | память           | Коллекта Господи, мы чтим славную память Пресвятой Богородицы и молим Тебя, по Её заступничеству удостой нас полноты благодати Твоей. |
| Непорочное зачатие Девы Марии                  |             | 8 декабря                                   | торжество        | Коллекта Боже, непорочным зачатием Девы Марии Ты приготовил достойную обитель для Сына Твоего и заслугами смерти Её Сына, которую Ты предвидел, уберёг Её от всякого порока. Просим Тебя, ради Её заступничества сохрани и нас в чистоте, чтобы мы удостоились прийти к Тебе. |

До 1969 года праздник Сретения Господня относился к числу Богородичных праздников, второе название этого праздника в католичестве было — «Очищение Святой Марии». С 1970 года в Миссале принято новое название праздника — Представление [во храм] Господа. Праздник Благовещения считается как Богородичным праздником, так и праздником, посвящённым Спасителю, в связи с чем на равных употребляются два названия «Благовещение Девы Марии» и «Благовещение Господа Иисуса Христа». Существуют также праздники в честь некоторых признанных церковью явлений Девы Марии, наиболее известные из них — Дева Мария Лурдская (11 февраля), Дева Мария Фатимская (13 мая) и Дева Мария Гваделупская (12 декабря). На богослужениях в Богородичные праздники вне зависимости от их статуса духовенство носит облачения белого, праздничного цвета.